# Circo romano di Toledo
Il circo romano di Toledo fu costruito nella Spagna romana tra la prima parte del principato dell'Imperatore romano Claudio e di Vespasiano.

## Storia
Il circo venne edificato durante il I secolo, a partire dal principato di Claudio a quello di Vespasiano. La sua costruzione fu inclusa in un piano che vedeva l'Impero romano propenso a fornire a tutte le principali città, edifici pubblici "strategici" ai fini del processo di romanizzazione delle province romane, vale a dire thermae, theatri, amphitheatri, un forum ed un circus.

## Descrizione

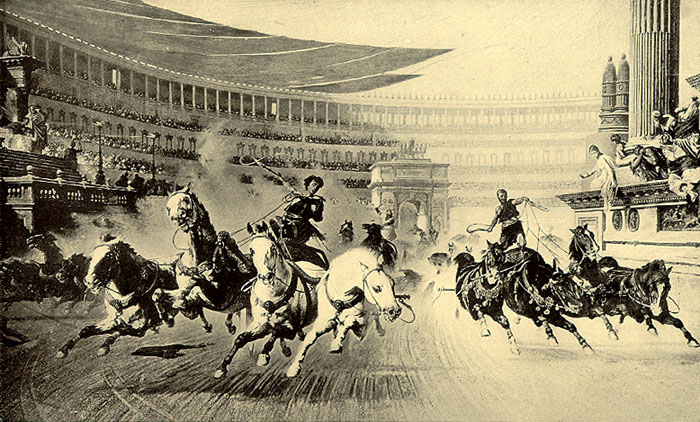
Immagine di tipo artistico di un circo dell'antica Roma datata al 1913.

Il Circus era posizionato nella parte nord della città romana. L'intera struttura misurava 423 metri di lunghezza e 100 metri di larghezza. L'arena interna misurava invece 408 x 86/82 metri. La lunghezza poi dell'intera "spina" centrale era di 230 metri (larga invece 8,1 metri). La "curva" finale era sorretta da 28 arcate/stanze. La capienza complessiva dell'intera struttura è stata stimata attorno ai 13.000 spettatori, seduti lungo le sue gradinate.

## Archeologia dell'antico circo
La prima campagna di scavi sul sito dell'antico Circus iniziò nel 1927-1929 e continuò poi negli anni '60. È certamente un circo in buono stato di conservazione che merita di essere visitato. Le antiche 12 carceres (da cui partivano gli aurighi) sono ancora visibili e sulle stesse non è stato costruito nulla. Oggi i visitatori possono visitare la parte di "curva" finale del circo, compreso l'arco monumentale posto a metà della stessa (largo 5,25 metri). A questo si aggiunga che anche il lungo lato sinistro dell'antica cavea è visitabile per i suoi 3/4. Sembra, infine che il circo fu utilizzato per più secoli dopo la caduta dell'Impero romano d'Occidente, come testimoniano numerosi reperti presenti nella struttura stessa di epoca visigota ed araba.